# Язовир на Гоогонг
Язовирът на Гоогонг е неголям язовир в Австралия, щата Нов Южен Уелс, край градчето Гоогонг.
Предназначен е за водоснабдяване на столицата Канбера и град Куинбейн. Язовирът е създаден чрез Закона за водоснабдяване на Канбера. Завършен е през 1979 г.

## Местоположение
Разположен е на река Куинбейн и Брадли крийк. Намира се на 1,3 километра югоизточно от градчето Гоогонг, на 3,5 км южно-югоизточно от град Куинбейн (също в Нов Южен Уелс) и на 10 км югоизточно от Канбера.
Язовирът е построен от Thiess въз основа на проекти, разработени в отдел по строителство и комунални услуги. Днес се управлява от държавната корпорация „Айкън уотър“ (Icon Water).

## Особености
Неговата дига е от скали и глинеста земя, с бетонен преливник и също почти 13 метра висока подпорна дига по течението на река Куинбейн в главния регион на Нов Южен Уелс. Язовирната стена е висока 66 m (217 ft) и е 417 m (1 368 ft) дълга. При 100 % капацитет на язовира стената задържа 121 083 ML (4 276,0×106 cu ft) вода с височина 663 m (2 175 ft) AHD. Площта на водната повърхност на язовира е 696 ha (1 720 acres), а площта на водосборния му басейн е 873 km2 (337 sq mi). При затворен преливник язовирът изпълва обем от 10 500 m3/s (370 000 cu ft/s).
Наводненията през 1978 г. и 1980-те години довеждат до огромна ерозия на преливника, включително и до образуване на процеп от 19 m (62 ft) дълбочина и 25 m (82 ft) широка в най-горната част на преливника. Извършени са ремонти през 1980 г. за защита на ерозиралата стена. Съоръжението е възстановено в периода от 2006 до 2010 г., в резултат е увеличена мощността на преливника, изградена е стена в преливника чрез разширяване до 17 m (56 ft) максимално), направени са редица други подобрения, за да издържа на екстремни наводнения.
През 2016 г., с по-редовен разлив, управляващата язовира корпорация „Айкън уотър“ построява 240-метрова плаваща бариера за сигурност, със специални места за преминаване на плавателни съдове.